# Новодевичье кладбище
Новоде́вичье кла́дбище (уст. Ново-Девичье кладбище) — кладбище в московских Хамовниках при Новодевичьем монастыре. Основано при Новодевичьем монастыре, построенном в 1524 году. Официально возраст кладбища отсчитывается с 1904 года.
Современная территория кладбища делится на три части: старую (участки 1—4), новую (участки 5—8) и новейшую (участки 9—11). Общая площадь кладбища превышает 7,5 га. На нём похоронено около 26 тысяч человек. Во второй половине 1970-х годов у кладбища появился филиал — Кунцевское кладбище. Входит в состав московского государственного бюджетного учреждения «Ритуал».

## История

### Некрополь монастыря
В 1524 году великий князь Василий III начал строительство Новодевичьего Богородице-Смоленского женского монастыря на Девичьем поле. Сделал он это в память о взятии русскими войсками города Смоленска в 1514 году. Главной реликвией монастыря стала Смоленская икона Божией Матери. Смоленский собор возвели за 14 месяцев, строительство завершилось к престольному празднику 28 июня (9 июля) 1525 года. В монастыре с самого основания проводили обряд пострига в монахини девушек и женщин из знатных семей. При этом таинство обращения иногда проводилось против воли, по политическим причинам.
Первые захоронения на территории Новодевичьего монастыря появились в XVI веке. Поначалу хоронили послушниц и монахинь, со временем стали хоронить представителей княжеских, боярских и царских семей. Одна из ранних сохранившихся могил находится под Смоленским собором, в ней в 1533 году была похоронена княгиня Ирина Захарьина-Юрьева. В усыпальнице, находящейся в подклете монастырского собора, погребены малолетняя дочь Ивана Грозного Анна, его сноха и невестка, дочери царя Алексея Михайловича, сёстры Петра I царевны Софья (инокиня Сусанна), Евдокия и Екатерина Милославские, первая жена Петра I — Евдокия Лопухина (во иночестве Елена), здесь же похоронены семьи князей Оболенских и боярина Богдан Хитрово.
Первое всенародно почитаемое захоронение на Новодевичьем принадлежит поэту и партизану Отечественной войны 1812 года Денису Давыдову.
К середине XIX века на кладбище появились могилы купцов и интеллигенции, и оно стало самым значительным некрополем «лиц учёного звания» в Москве. Места для похорон в Новодевичьем кладбище стоили дорого. Например, в конце XIX — начале XX веков участок первого разряда стоил до тысячи рублей, второго — до пятисот рублей, третьего — до трёхсот.
По церковной традиции, умерших не отпевали в монастырях, для этого около Новодевичьего монастыря существовала приходская церковь, но в 1812 году её взорвали по приказу Наполеона. После войны церковь не стали восстанавливать, а в первых годах XX века отпевание начали проводить в монастыре. Предположительно, прецедентом стало отпевание Антона Чехова в 1904 году.

### После революции
По Решению ВЦИК вскоре после Октябрьской революции, территорию захоронения рядовых москвичей за южной территорией кладбища определили как зону для погребения «лиц с общественным положением».
В 1922 году Новодевичий монастырь закрыли, а в здании разместился «Музей эпохи правления царевны Софьи и стрелецких бунтов», который позже был переименован в «Музей раскрепощения женщины». Датой его основания одни исследователи считают 1922 год, другие — 1930—1931 годы. Просуществовал 4 года. Опустевшую колокольню передали под мастерскую художнику-футуристу Владимиру Татлину. На территории монастыря поселился и прожил около 50 лет реставратор Пётр Барановский. После открытия музея закрыли и ликвидировали монастырский некрополь, поскольку посетители и персонал музея испытывали дискомфорт от такого соседства. К моменту закрытия в некрополе насчитывалось около трёх тысяч могил. После его ликвидации на современное кладбище перенесли всего 16 захоронений. Перезахоронения проводили силами родственников покойных, но многие боялись это делать, так как монастырские кладбища считались территориями «белых», а декларировать родство с покоящимися «врагами народа» в то время было опасно. Остальные памятники из некрополя собрали в одном месте, желающие разобрали их для установки на могилах своих родственников, изменив старые надписи на новые.
Ситуация изменилась в 1934 году. Разграбление старых памятников было прекращено, а некрополь решили восстановить. Для этого использовали фотографии, схемы кладбища и воспоминания посетителей. Историки находили могилы и возвращали на них сохранившиеся надгробия или устанавливали новые. По этой причине надписи на некоторых надгробиях старинных могил сделаны по правилам новой орфографии. Из почти трёх тысяч могил работники музея сумели восстановить около девяноста.

### Старое кладбище
В 1898 году территорию кладбища расширили — добавили два гектара земли бывших огородов к югу от монастыря. Оно занимает участки 1—4. Нумерация участков начинается от Центральной аллеи. На первом участке 47 рядов, на втором — 41, на третьем и четвёртом — 65 и 61 ряд.
Архитекторы Сергей Родионов и Иван Машков создали проект современного кладбища (сам Машков похоронен на этой части кладбища). Склон за южной стеной засыпали, провели дренажную систему. Вокруг кладбища построили кирпичные стены и башни, примыкающие к монастырским стенам. После этого на территории разметили участки и посадили молодые деревья — ими обозначили систему поперечных и продольных аллей. Это кладбище открылось в 1904 году, и с этого же года отсчитывается его официальный возраст. На надгробии первой могилы этого участка кладбища надпись: «Сергей Гаврилович Вавилов. Сконч. 26 февраля 1904 года на 48 году жизни. Московский мещанин Гончарной слободы». При этом, официальная дата открытия московских кладбищ часто не совпадает с реальным появлением первых захоронений. На Новодевичьем встречаются могилы начала XIX века, в них перезахоронены покойные из других кладбищ столицы.
С 1930-х годов Новодевичье считалось кладбищем национальной элиты, а погребение на нём — престижным, и являлось признанием его высоких заслуг перед общественностью. Сюда переносили останки известных покойных с остальных кладбищ столицы при их ликвидации. В некоторых случаях перезахоронения происходили из-за желания чиновников собрать останки знаменитых умерших в одном месте. Прах писателя Николая Гоголя перенесли вместе с памятником (крест и надмогильная голгофа) и оградой, в 1952 году памятник заменили бюстом скульптора Николая Томского, с надписью на постаменте: «Н. В. Гоголю от правительства Советского Союза», к 200-летию с дня рождения писателя бюст убрали, на могиле восстановили голгофу. Также из Симонова Монастыря перенесли прах поэта Дмитрия Веневитинова, писателя Сергея Аксакова. С уничтоженного Дорогомиловского еврейского кладбища — прах художника Исаака Левитана, с кладбища Даниловского монастыря — прах Сергея и Павла Третьяковых. После ликвидации некрополя у Церкви Рождества Пресвятой Богородицы во Владыкино на Новодевичье кладбище перенесли останки актрисы Марии Ермоловой.
На старой территории расположен «вишнёвый сад» — мхатовский участок с могилами Антона Чехова, Константина Станиславского и актёров театра. Весной здесь цветут вишни. Надгробие Чехова выполнено в неорусском стиле по проекту Леонида Браиловского и Фёдора Шехтеля. Тело писателя перевезли из курортного Баденвейлера в вагоне-рефрижераторе для транспортировки устриц и похоронили на территории монастыря рядом с могилой его отца Павла Георгиевича. Также на старой территории находится могила Фёдора Шаляпина, который умер в 1938 году в Париже. Останки оперного певца перезахоронили на Новодевичьем кладбище через 46 лет после кончины.
Несмотря на высокий статус кладбища, на нём также хоронили людей малоизвестных, но обладавших необходимыми связями для покупки места на престижном кладбище. Из-за этого постоянно идёт скрытая от широкой общественности борьба за право быть погребённым на Новодевичьем.

### Новое кладбище
В 1949 году кладбище расширили к югу от монастыря, увеличив территорию в два раза. Изначальная территория получила название «старое Новодевичье кладбище», добавленная — «новое Новодевичье кладбище». С 1950 по 1956 год её обнесли стенами, сделали ворота и построили служебные помещения. Новое кладбище занимает участки 5—8. Пятый участок включает 44 ряда, шестой — 40, седьмой и восьмой — по 44 и 46 рядов. В стенах территории расположен колумбарий, на 2018 год в нём находится около 7 тысяч урн.
В 1965 году народный артист Борис Андреев уступил своё место на кладбище для погребения артиста Петра Алейникова, сам же после смерти был похоронен на Ваганьковском кладбище.
В 1970-х годах посещение кладбища стало платным из-за участившихся случаев вандализма на могиле Никиты Хрущёва. В это же время порядок на могилах поддерживали учащиеся 45-й школы: пионерская дружина школы имени Николая Островского решила ухаживать за могилой писателя. Со временем эта акция переросла в историко-краеведческий факультатив, называемый «неделями добрых дел», который был призван развивать у детей ощущение причастности к сохранению культурного и исторического наследия.
На Центральной аллее нового кладбища был похоронен первый президент России Борис Ельцин. 23 апреля 2008 года на месте захоронения открыт памятник скульптора Георгия Франгуляна. Символическое надгробие представляет собой приспущенный российский флаг из белоснежного мрамора — белая полоса стяга, розового гранита — красная полоса и синяя полоса керамической мозаики. Рядом в брусчатке по просьбе вдовы Бориса Ельцина поместили православный крест.

### Новейшее кладбище
В конце 1970-х годов территорию снова расширили к западу от монастыря за счёт территорий небольшого засыпанного озера и каменотёсной мастерской. Новейшее Новодевичье занимает участки 9—11.

## Современность
В настоящее время под Новодевичьим подразумевается новое кладбище, в котором хоронили советскую элиту. Некрополь Новодевичьего монастыря практически забыт. Оставшиеся от него десятки надгробий бессистемно расположены на территории кладбища, некоторые установлены над чужими могилами. На заброшенных или неухоженных могилах можно встретить таблички с просьбой к родственникам зайти в администрацию кладбища. Если родственники не появляются, подобные захоронения со временем ликвидируются.
В 1991 году Новодевичий монастырь объявили особо ценным объектом культурного наследия народов России. В 1995 году монастырь и кладбище были включены в список памятников архитектуры федерального значения, а с 2004 года — в Список культурного и природного наследия ЮНЕСКО. Новодевичье кладбище находится в списке многих туристических маршрутов, для проведения экскурсий в ГУП «Ритуал» создано экскурсионное бюро. Посещение кладбища осуществляется с 9 до 17 часов, вход свободный, бесплатный.
Во время урагана 1998 года, помимо прочих разрушений, с кладбищенского Смоленского собора сорвало кресты, вскоре их вернули на место.
В мае 2007 года после смерти Мстислава Ростроповича управляющий делами президента Владимир Кожин заявил, что на Новодевичьем кладбище почти не осталось свободных мест, и «пора задуматься, где хоронить видных государственных деятелей». Предполагалось, что знаменитых людей начнут хоронить в филиале Новодевичьего — Троекуровском кладбище.
22 марта 2010 года Московская епархия Русской православной церкви получила Новодевичий монастырь в бессрочное и безвозмездное пользование. Договор был подписан представителями РПЦ и Росимущества.
В 2013 году у Новодевичьего появился филиал — новая территория Кунцевского кладбища, на нём проводятся основные похороны. Для упокоения первых лиц государства, военных и государственных деятелей, ветеранов и заслуженных граждан в 2013 году открылось Федеральное военное мемориальное кладбище в Мытищах. На сегодняшний день на Новодевичьем кладбище продолжают хоронить выдающихся людей. Также проводятся родственные захоронения и захоронения урн в землю или открытый колумбарий.
В 2017 году отреставрировали несколько исторических надгробий. Также была обновлена система навигации: у входа установили указатели и светящиеся стелы с картой территории, указатели на пункты выдачи инвентаря, туалеты и служебные помещения.
26 июня 2017 года президент Владимир Путин подписал указ «О праздновании 500-летия основания Новодевичьего монастыря» в 2024 году.

## Оформление
На монастырской стене находится монументальное панно: «Максим Горький» — многомоторный аэроплан начальной эпохи авиации, названный в честь писателя. Под панно установлены урны с прахом погибших в авиакатастрофе этого самолёта, произошедшей 18 мая 1935 года.
На главной аллее старого кладбища находится стела с изображением композитора Александра Скрябина.
Многие захоронения являются памятниками культурного наследия регионального и федерального значения.